# Kapitolská vlčice
Kapitolská vlčice (italsky Lupa Capitolina) je starověká nebo středověká bronzová socha, názvem odkazující na římský pahorek Kapitol. Vlčice dle pověsti o založení Říma odkojila zakladatele města Romula a Rema, jejichž postavy byly zřejmě doplněny v 15. století. Plastika je jedním ze symbolů města Říma.
Vlčici v roce 1471 daroval papež Sixtus IV. městu Řím, v té době asi byla doplněna plastikami chlapců, které se připisují Antoniu Pollaiolovi. Dnes je uložena v Paláci konzervátorů v Kapitolských muzeích. Od dob Johanna Joachima Winckelmanna byla považována za raně římské dílo s vlivy etruského umění.
Stáří a původ Kapitolské vlčice jsou nejasné. Dlouho se mělo za to, že u vlčice jde o etruskou práci z 5. století př. n. l. a že sochy chlapců pravděpodobně připojil na konci 15. století sochař Antonio del Pollaiolo. Radiokarbonové a termoluminiscenční analýzy však naznačily, že vlčice byla ulita někdy mezi roky 1021 a 1153 našeho letopočtu. Tyto výsledky však nejsou konzistentní a analýza kovu ukázala, že olovo pochází z dolu, který se během středověku neprovozoval, takže odborníci zatím nedospěli ohledně původu a datování ke shodě.

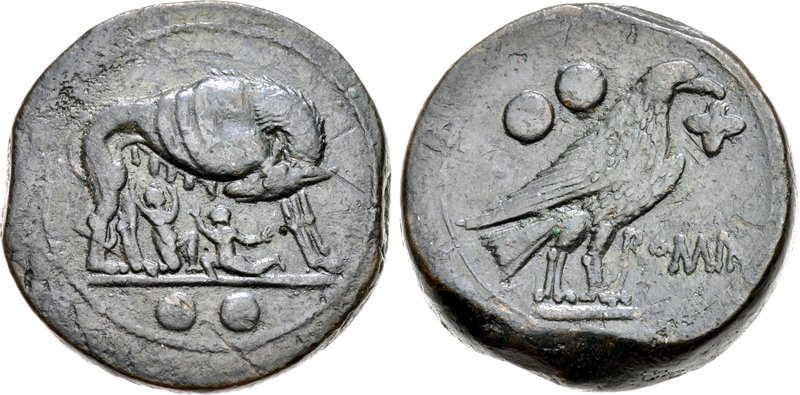
Sextant z let cca 217–215 př. n. l. zobrazuje vlčici včetně kojených dvojčat